# Classification du Journal of Economic Literature

La classification JEL est la classification la plus reconnue en sciences économiques. Elle a été créée par l'American Economic Association (AEA), l’éditeur de Journal of Economic Literature (JEL), revue publiée quatre fois par année.
Cette classification est utilisée dans de nombreuses base de données en anglais et par de nombreuses revues.

## A – Études générales enéconomieetenseignement
- A1 – Études générales en économie
  - 10 – Généralités
  - 11 – Rôle de l'économie et des économistes ; marché pour les économistes
  - 12 – Relation entre l'économie et les autres disciplines
  - 13 – Relation entre l'économie et les valeurs sociales
  - 14 – Sociologie de l'économie
  - 19 – Autres

- A2 – L'enseignement de l'économie
  - 20 – Généralités
  - 21 – Enseignement secondaire
  - 22 – Enseignement universitaire, 1er cycle, niveau L
  - 23 – Enseignement universitaire, 2e cycle, niveau M, Master
  - 29 – Autres

- A3 – Ouvrages collectifs multi-sujets
  - 30 – Généralités
  - 31 – Œuvres individuelles compilées à sujets multiples
  - 32 – Ouvrages multi-sujets
  - 39 – Autres

## B –Histoire de la pensée économiqueetméthodologie
- B0 – Généralités
  - 00 – Généralités

- B1 – Histoire de la pensée économique jusqu'en 1925
  - 10 – Généralités
  - 11 – Pensée pré-classique
  - 12 – Pensée classique
  - 13 – Pensée néoclassique jusqu'en 1925
  - 14 – Socialisme ; Marxisme
  - 15 – Historicisme ; institutionnalisme
  - 16 – Histoire de la pensée économique : Méthodes quantitatives et mathématiques
  - 19 – Autres

- B2 – Histoire de la pensée économique depuis 1925
  - 20 – Généralités
  - 21 – Microéconomie
  - 22 – Macroéconomie
  - 23 – Économétrie, études quantitatives
  - 24 – Socialisme ; Marxisme
  - 25 – Historicisme ; institutionnalisme ; Évolutionnisme ; École autrichienne d'économie
  - 29 – Autres

- B3 – Histoire des idées : les théoriciens
  - 30 – Généralités
  - 31 – Les théoriciens
  - 32 – Nécrologie

- B4 – Méthodologie de l'économie
  - 40 – Généralités
  - 41 – Méthodologie de l'économie
  - 49 – Autres

- B5 – Approches hétérodoxes contemporaines
  - 50 – Généralités
  - 51 – Socialisme ; Marxisme ; Sraffa
  - 52 – Institutionnalisme ; Évolutionnisme
  - 53 – École autrichienne d'économie
  - 54 – Économie féministe
  - 59 – Autres

## C – Méthodes mathématiques et quantitatives
- C0 – Généralités
  - 00 – Généralités
  - 01 – Économétrie
  - 02 – Méthodes mathématiques

- C1 – Économétrie et méthodes statistiques : généralités
  - 10 – Généralités
  - 11 – Analyse bayésienne
  - 12 – Tests d'hypothèses
  - 13 – Estimations
  - 14 – Méthodes semi-paramétriques et non-paramétriques
  - 15 – Méthodes de simulation statistique ; méthodes Monte Carlo ; la méthode du bootstrap
  - 16 – Distribution statistique
  - 19 – Autres

- C2 – Méthodes économétriques : modèles à équation unique ; variables simples
  - 20 – Généralités
  - 21 – Modèles de coupes instantanées ; modèles spatiaux ; modèles d'effet de traitement
  - 22 – Modèles de séries chronologiques
  - 23 – Modèles avec données de panel
  - 24 – Modèles avec données tronquées et censurées
  - 25 – Modèles de régression discrète et de choix qualitatif
  - 29 – Autres

- C3 – Méthodes en économétrie : modèles à équations multiples et simultanées ; variables multiples
  - 30 – Généralités
  - 31 – Modèles de coupes instantanées ; modèles spatiaux ; modèles d'effet de traitement
  - 32 – Modèles de séries chronologiques
  - 33 – Modèles avec données de panel
  - 34 – Modèles avec données tronquées et censurées
  - 35 – Modèles de régression discrète et de choix qualitatif
  - 39 – Autres

- C4 – Méthodes statistiques et économétriques : sujets particuliers
  - 40 – Généralités
  - 41 – Analyse temporelle
  - 42 – Méthodes d'enquête
  - 43 – Indices et agrégation
  - 44 – Théorie statistique de la décision ; recherches opérationnelles
  - 45 – Réseau neuronal et thèmes associés
  - 46 – Distributions spécifiques
  - 49 – Autres

- C5 – Modélisation économétrique
  - 50 – Généralités
  - 51 – Construction de modèles et estimation
  - 52 – Évaluation des modèles et tests
  - 53 – Prévisions et autres applications de modèles
  - 59 – Autres

- C6 – Méthodes mathématiques et programmation
  - 60 – Généralités
  - 61 – Techniques d'optimisation, modèles de programmation ; analyse dynamique
  - 62 – Les conditions d'équilibre économique
  - 63 – Techniques de traitement informatique
  - 65 – Outils mathématiques divers
  - 67 – Modèles Input-Output
  - 68 – Modèles calculables d'équilibre général
  - 69 – Autres

- C7 – Théorie des jeux et de la négociation
  - 70 – Généralités
  - 71 – Jeux coopératifs
  - 72 – Jeux non-coopératifs
  - 73 – Jeux stochastiques et dynamiques ; jeux évolutionnaires
  - 78 – Théorie de la négociation ; théorie de l'appariement
  - 79 – Autres

- C8 – Méthodes de recueil, traitement et interprétation des données ; programmes informatiques
  - 80 – Généralités
  - 81 – Méthodes de recueil, traitement et interprétation et organisation des données microéconomiques
  - 82 – Méthodes de recueil, traitement et interprétation et organisation des données macroéconomiques
  - 87 – Logiciels d'économétrie
  - 88 – Autres logiciels informatiques
  - 89 – Autres

- C9 – Organisation des expériences
  - 90 – Généralités
  - 91 – Laboratoire, comportement individuel
  - 92 – Laboratoire, comportement de groupe
  - 93 – Expériences de terrain
  - 99 – Autres

## D –Microéconomie
- D0 – Généralités
  - 00 – Généralités
  - 01 – Comportement microéconomique : principes sous-jacents
  - 02 – Institutions : conception, formation et fonctionnement

- D1 – Comportement des ménages et économie familiale
  - 10 – Généralités
  - 11 – Économie du consommateur : théorie
  - 12 – Économie du consommateur : analyses empiriques
  - 13 – Production des ménages
  - 14 – Finances personnelles
  - 18 – Protection des consommateurs
  - 19 – Autres

- D2 – Production et organisations
  - 20 – Généralités
  - 21 – Comportement des entreprises
  - 23 – Comportement des organisations ; coûts de transactions ; droits de la propriété
  - 24 – Fonctions de production, productivité du capital, productivité totale des facteurs de production, capacité de production
  - 29 – Autres

- D3 – Distribution
  - 30 – Généralités
  - 31 – Revenu personnel et distribution de la richesse
  - 33 – Répartition du revenu des facteurs
  - 39 – Autres

- D4 – Structure du marché et formation des prix
  - 40 – Généralités
  - 41 – Concurrence parfaite
  - 42 – Monopole
  - 43 – Oligopole et autres formes de marchés imparfaits
  - 44 – Enchères
  - 45 – Rationnement ; émission de licences
  - 46 – Théorie de la valeur
  - 49 – Autres

- D5 – Équilibre général et déséquilibre
  - 50 – Généralités
  - 51 – Économies d'échange et de production
  - 52 – Marchés incomplets
  - 53 – Marchés financiers
  - 57 – Input-Output : tableaux et analyses
  - 58 – Modèles calculables et autres modèles d'équilibre général appliqué
  - 59 – Autres

- D6 – Économie du bien-être
  - 60 – Généralités
  - 61 – Efficacité de l'allocation ; analyse coût-bénéfice
  - 62 – Externalités
  - 63 – Équité, justice, inégalité et autres critères normatifs
  - 64 – Altruisme
  - 69 – Autres

- D7 – Analyse de la prise de décision collective
  - 70 – Généralités
  - 71 – Choix social ; clubs ; comités ; associations
  - 72 – Modèles économiques des processus politiques : recherche de la rente, élections, législatures et comportements des électeurs.
  - 73 – Bureaucratie ; processus administratif dans les organisations publiques ; corruption
  - 74 – Conflits ; résolution des conflits ; alliances
  - 78 – Analyse de la prise de décision politique et processus de mise en œuvre
  - 79 – Autres

- D8 – Information, connaissance et incertitude
  - 80 – Généralités
  - 81 – Critères de la prise de décision en situation de risque et d'incertitude
  - 82 – Information privée et asymétrique
  - 83 – Recherche ; formation ; information et connaissance
  - 84 – Attentes ; spéculations
  - 85 – Formation de réseaux
  - 86 – Aspects économiques du droit des contrats
  - 87 – Neuroéconomie
  - 89 – Autres

- D9 – Choix intertemporel et croissance
  - 90 – Généralités
  - 91 – Choix intertemporel du consommateur ; modèles du cycle de vie et épargne
  - 92 – Choix intertemporel de l'entreprise et croissance, investissement ou financement
  - 99 – Autres

## E –Macroéconomieetéconomie monétaire
- E0 – Généralités
  - 00 – Généralités
  - 01 – Mesures et données sur le revenu national, les comptes nationaux et la richesse

- E1 – Modèles généraux d'agrégation
  - 10 – Généralités
  - 11 – Modèles marxistes, de Sraffa, institutionnels et évolutionnistes
  - 12 – Keynes ; modèles keynésiens ; post-keynésiens
  - 13 – Macroéconomie néoclassique
  - 17 – Prévision et simulation
  - 19 – Autres

- E2 – Consommation, épargne, production, emploi et investissement
  - 20 – Généralités
  - 21 – Consommation ; épargne
  - 22 – Capital ; investissement (dont les inventaires) ; capacité de production
  - 23 – Production
  - 24 – Emploi ; chômage ; salaires
  - 25 – Facteurs agrégés de la distribution du revenu
  - 26 – Économie parallèle ; économie informelle ; économie souterraine
  - 27 – Prévision et simulation
  - 29 – Autres

- E3 – Prix, fluctuations des affaires, cycles économiques
  - 30 – Généralités
  - 31 – Niveau des prix ; inflation ; déflation
  - 32 – Fluctuations des affaires ; cycles économiques
  - 37 – Prévision et simulation
  - 39 – Autres

- E4 – Monnaie et taux d'intérêt
  - 40 – Généralités
  - 41 – Demande de monnaie
  - 42 – Systèmes monétaires ; normes et régimes monétaires ; gouvernement et système monétaire
  - 43 – Détermination et structure à terme des taux d'intérêt
  - 44 – Marchés financiers et Macroéconomie
  - 47 – Prévision et simulation
  - 49 – Autres

- E5 – Politique monétaire, banque centrale, masse monétaire et crédit
  - 50 – Généralités
  - 51 – Masse monétaire ; crédit et multiplicateurs de monnaie
  - 52 – Politique monétaire (objectifs, instruments, effets)
  - 58 – Les Banques centrales et leurs politiques
  - 59 – Autres

- E6 – Élaboration de la politique macroéconomique, aspects macroéconomiques des finances publiques, politique macroéconomique et approche générale
  - 60 – Généralités
  - 61 – Objectifs politiques ; conception et contenus des politiques ; coordination des politiques
  - 62 – Politique fiscale ; dépenses publiques ; investissements et finances ; taxation
  - 63 – Analyse comparée des politiques monétaires et fiscales ; stabilisation
  - 64 – Politique des revenus ; politique des prix
  - 65 – Études d'épisodes politiques particuliers
  - 66 – Perspective générale et conditions économiques
  - 69 – Autres

## F – Économie internationale
- F0 – Généralités
  - 00 – Généralités
  - 01 – Perspective générale
  - 02 – Ordre économique international ; Organisations internationales non-économiques ; intégration économique et globalisation : généralités

- F1 – Commerce
  - 10 – Généralités
  - 11 – Modèles néoclassiques du commerce
  - 12 – Modèles d'échanges commerciaux en situation concurrence imparfaite et économies d'échelle
  - 13 – Politique commerciale ; protectionnisme ; promotion ; négociations commerciales ; organisations internationales
  - 14 – Études des échanges commerciaux par pays et par industrie
  - 15 – Intégration économique
  - 16 – Interactions des échanges commerciaux et du marché du travail
  - 17 – Prévision et simulation des échanges commerciaux
  - 18 – Commerce et environnement
  - 19 – Autres

- F2 – Facteurs internationaux des échanges et affaires internationales
  - 20 – Généralités
  - 21 – Investissement international ; mouvements du capital à long terme
  - 22 – Migration internationale
  - 23 – Entreprises multinationales, affaires internationales
  - 24 – Envois de fonds
  - 29 – Autres

- F3 – Finances internationales
  - 30 – Généralités
  - 31 – Taux de change
  - 32 – Ajustement du compte courant : mouvements de capitaux à court terme
  - 33 – Accords monétaires internationaux et institutions internationales
  - 34 – Problèmes internationaux de prêts et dettes
  - 35 – Aide extérieure
  - 36 – Aspects financiers de l'intégration économique
  - 37 – Prévision et simulation des finances internationales
  - 39 – Autres

- F4 – Aspects macroéconomiques du commerce international et de la finance internationale
  - 40 – Généralités
  - 41 – Macroéconomie de l'économie ouverte
  - 42 – Coordination de la politique internationale
  - 43 – Croissance économique des économies ouvertes
  - 47 – Prévision et simulation
  - 49 – Autres

## G – Économie financière
- G0 – Généralités
  - 00 – Généralités

- G1 – Marchés financiers généraux
  - 10 – Généralités
  - 11 – Choix de portefeuille ; décisions d'investissement
  - 12 – Prix des actifs
  - 13 – Prix contingents ; prix futurs
  - 14 – Information et efficacité du marché ; études de cas
  - 15 – Marchés financiers internationaux
  - 18 – Politiques publiques et régulation
  - 19 – Autres

- G2 – Institutions et services financiers
  - 20 – Généralités
  - 21 – Banques ; autres institutions de dépôt ; hypothèques
  - 22 – Assurance ; compagnies d'assurance
  - 23 – Fonds de pension ; autres institutions financières privées
  - 24 – Investissement bancaire ; capital risque ; courtage
  - 28 – Politiques publiques et régulation
  - 29 – Autres

- G3 – Finances et gouvernance des entreprises
  - 30 – Généralités
  - 31 – Budgétisation des dépenses en capital ; politique d'investissement
  - 32 – Politique de financement ; structure du capital et de la propriété
  - 33 – Faillite ; Liquidation
  - 34 – Fusions ; acquisitions ; restructurations ; gouvernance des entreprises
  - 35 – Politique de distribution des dividendes
  - 38 – Politiques publiques et régulation
  - 39 – Autres

## H –Économie publique
- H0 – Généralités
  - 00 – Généralités

- H1 – Structure et domaines d'action du gouvernement
  - 10 – Généralités
  - 11 – Structure, domaines d'action et performances du gouvernement
  - 19 – Autres

- H2 – Fiscalité, subventions et revenus
  - 20 – Généralités
  - 21 – Efficacité ; fiscalité optimale
  - 22 – Incidences de la politique de taxation
  - 23 – Externalités ; effets de redistribution ; taxes et subventions environnementales
  - 24 – Impôt sur le revenu et autres impôts ou subventions ne portant pas sur les sociétés
  - 25 – Impôts sur les sociétés et subventions
  - 26 – Évasion fiscale
  - 27 – Autres sources de revenu
  - 29 – Autres

- H3 – Politique fiscale et comportement des agents économiques
  - 30 – Généralités
  - 31 – Ménages
  - 32 – Entreprises
  - 39 – Autres

- H4 – Biens collectifs
  - 40 – Généralités
  - 41 – Biens collectifs
  - 42 – Biens semi-collectifs
  - 43 – Évaluation de projets ; taux d'escompte social
  - 44 – Biens collectifs : Marchés mixtes
  - 49 – Autres

- H5 – Dépenses publiques nationales et politiques afférentes
  - 50 – Généralités
  - 51 – Dépenses publiques et santé
  - 52 – Dépenses publiques et éducation
  - 53 – Dépenses publiques et programmes sociaux
  - 54 – Infrastructures ; autres investissements publics et stock de capital
  - 55 – Sécurité sociale et retraites
  - 56 – Sécurité nationale et guerre
  - 57 – Approvisionnement
  - 59 – Autres

- H6 – Budget national, déficit et dette
  - 60 – Généralités
  - 61 – Budget ; systèmes budgétaires
  - 62 – Déficit budgétaire ; excédent budgétaire
  - 63 – Dette et gestion de la dette
  - 68 – Prévisions budgétaires, déficit et dette
  - 69 – Autres

- H7 – Gouvernement national et gouvernement régional ; relations intergouvernementales
  - 70 – Généralités
  - 71 – Impôts locaux et nationaux, subventions et revenus
  - 72 – Budget et dépenses nationaux et locaux
  - 73 – Les conflits de compétence et leurs effets
  - 74 – Emprunts d'État et emprunts locaux
  - 75 – Gouvernement national et gouvernement régional : Santé, éducation et aide sociale
  - 76 – Gouvernement national et gouvernement régional : Infrastructures ; Approvisionnement ; Sécurité publique ; Systèmes pénitentiaires ; Autres catégories de dépenses
  - 77 – Relations intergouvernementales ; Fédéralisme
  - 79 – Autres

- H8 – Sujets divers
  - 80 – Généralités
  - 81 – Emprunts publics, cautions d'emprunts et crédits gouvernementaux
  - 82 – Propriété publique
  - 83 – Administration publique
  - 87 – Questions fiscales internationales ; biens publics internationaux
  - 89 – Autres

## I –Santé,éducationet programmes sociaux
- I0 – Généralités
  - 00 – Généralités

- I1 – Santé
  - 10 – Généralités
  - 11 – Analyse du marché des soins de santé
  - 12 – Production en matière de santé : nutrition, mortalité, morbidité, abus de substances toxiques et toxicomanie, handicaps et comportement économique
  - 18 – Politique de la santé ; régulation ; santé publique
  - 19 – Autres

- I2 – Éducation
  - 20 – Généralités
  - 21 – Étude du système éducatif
  - 22 – Financement de l'éducation
  - 23 – Établissements d'enseignement supérieur et de recherche
  - 28 – Politiques publiques
  - 29 – Autres

- I3 – Programmes sociaux et pauvreté
  - 30 – Généralités
  - 31 – État-providence ; besoins fondamentaux ; niveau de vie ; qualité de vie ; bonheur
  - 32 – Mesures et analyses de la pauvreté
  - 38 – Politiques publiques ; allocation et effets des programmes sociaux
  - 39 – Autres

## J –Économie du travailet démographie économique
- J0 – Généralités
  - 00 – Généralités
  - 01 – Économie du travail : Généralités
  - 08 – Politique de l'économie du travail

- J1 – Démographie économique
  - 10 – Généralités
  - 11 – Tendances et prévisions démographiques
  - 12 – Mariage ; divorce ; structure familiale
  - 13 – Fertilité ; planning familial ; enfants ; aide à l'enfance ; jeunesse
  - 14 – Économie des personnes âgées ; économie des personnes handicapées
  - 15 – Économie des minorités et des races ; discrimination hors de l'emploi
  - 16 – Économie des genres ; discrimination hors de l'emploi
  - 17 – Valeur de la vie ; perte de gain
  - 18 – Politiques publiques
  - 19 – Autres

- J2 – Répartition du temps, comportement au travail, détermination création de l'emploi ; capital humain
  - 20 – Généralités
  - 21 – Main d'œuvre et emploi, taille et structure du marché du travail
  - 22 – Répartition du temps et offre de main d'œuvre
  - 23 – Détermination de l'emploi ; création d'emplois ; demande de travail ; travail indépendant
  - 24 – Capital humain ; compétences ; choix professionnels ; productivité au travail
  - 26 – Retraite ; politiques de retraite
  - 28 – Sécurité ; accidents du travail ; santé dans l'industrie ; satisfaction au travail et politiques liées à ces questions
  - 29 – Autres

- J3 – Salaires, rémunération, coûts du travail
  - 30 – Généralités
  - 31 – Niveau et structure des salaires ; compétences, formation, fonction, etc. comme variables salariales
  - 32 – Coûts et bénéfices du travail non rémunéré ; pensions privées
  - 33 – Programmes d'indemnisation ; méthodes de paiement
  - 38 – Politiques publiques
  - 39 – Autres

- J4 – Marchés particuliers de travail
  - 40 – Généralités
  - 41 – Contrats : capital humain spécifique, modèles d'appariement, modèles du salaire d'efficience et marchés internes du travail
  - 42 – Monopsone ; marchés du travail segmentés
  - 43 – Marchés du travail agricole
  - 44 – Marchés du travail professionnel et emplois
  - 45 – Marchés du travail dans le secteur public
  - 48 – Politiques publiques
  - 49 – Autres

- J5 – Relations sociales, syndicats et négociations collectives
  - 50 – Généralités
  - 51 – Syndicats : objectifs, structure et résultats
  - 52 – Résolution des conflits : grève, arbitrage et médiation ; négociations collectives
  - 53 – Relations sociales ; jurisprudence du travail
  - 54 – Coopératives de producteurs ; entreprises gérées par les salariés
  - 58 – Politiques publiques
  - 59 – Autres

- J6 – Mobilité, chômage et emplois vacants
  - 60 – Généralités
  - 61 – Mobilité géographique du travail ; travailleurs immigrés
  - 62 – Mobilité professionnelle et intergénérationnelle
  - 63 – Renouvellement du personnel ; emplois vacants ; licenciements
  - 64 – Chômage : modèles, durée, incidences et recherche d'emploi
  - 65 – Assurance chômage ; indemnités de départ ; fermetures d'usines
  - 68 – Politiques publiques
  - 69 – Autres

- J7 – Discrimination dans l'emploi
  - 70 – Généralités
  - 71 – Discrimination
  - 78 – Politiques publiques
  - 79 – Autres

- J8 – Normes du travail : nationales et internationales
  - 81 – Conditions de travail
  - 82 – Composition de la main d'œuvre
  - 83 – Droit des travailleurs
  - 88 – Politiques publiques
  - 89 – Autres

## K –Droitet économie
- K0 – Généralités
  - 00 – Généralités

- K1 – Domaines de base du droit
  - 10 – Généralités
  - 11 – Droit de propriété
  - 12 – Droit des contrats
  - 13 – Droit civil et responsabilité du fait des produits
  - 14 – Droit pénal
  - 19 – Autres

- K2 – Régulation et droit des affaires
  - 20 – Généralités
  - 21 – Loi antitrust
  - 22 – Droits des sociétés et des titres
  - 23 – Industries réglementées et droit administratif
  - 29 – Autres

- K3 – Autres domaines importants du droit
  - 30 – Généralités
  - 31 – Droit du travail
  - 32 – Droit de l'environnement, de la santé et de la sécurité
  - 33 – Droit international
  - 34 – Droit fiscal
  - 35 – Loi sur les faillites
  - 36 – Droit familiale et droit des personnes physiques
  - 39 – Autres

- K4 – Procédures légales, système légal et comportement illégal
  - 40 – Généralités
  - 41 – Règlement des conflits
  - 42 – Comportement illégal et mise en application de la loi
  - 49 – Autres

## L –Organisation industrielle
- L0 – Généralités
  - 00 – Généralités

- L1 – Stratégie de l'entreprise ; structure et performance du marché
  - 10 – Généralités
  - 11 – Production, formation des prix et structure du marché ; distribution par taille des entreprises
  - 12 – Monopoles ; stratégies de monopolisation
  - 13 – Oligopoles et autres marchés imparfaits
  - 14 – Relations transactionnelles ; contrats et réputation ; réseaux
  - 15 – Information et qualité du produit ; standardisation et compatibilité
  - 16 – Organisation industrielle et Macroéconomie ; structure industrielle macroéconomique ; indices des prix des produits industriels
  - 17 – Produits open source et leurs marchés
  - 19 – Autres

- L2 – Objectifs, organisation et comportement de l'entreprise
  - 20 – Généralités
  - 21 – Objectifs commerciaux de l'entreprise
  - 22 – Organisation de l'entreprise et structure de marché : marchés vs hiérarchies ; intégration verticale ; conglomérats
  - 23 – Organisation de la production
  - 24 – Sous-traitance de services publics en secteur privé ; coentreprises ; licences technologiques
  - 25 – Performance de l'entreprise : taille, âge, bénéfice, chiffre d'affaires et vente
  - 26 – Entrepreneuriat
  - 29 – Autres

- L3 – Organisations à but non lucratif et entreprises publiques
  - 30 – Généralités
  - 31 – Institutions à but non lucratif ; Organisations non gouvernementales (ONG)
  - 32 – Entreprises publiques
  - 33 – Comparaison entre entreprises publiques et privées ; privatisation ; sous-traitance de services publics en secteur privé ; externalisation
  - 38 – Politiques publiques
  - 39 – Autres

- L4 – Politique antitrust
  - 40 – Généralités
  - 41 – Monopolisation ; pratiques contre la compétition horizontale
  - 42 – Restrictions verticales ; imposition du prix de revente ; escompte de quantité
  - 43 – Monopoles légaux et régulation ou dérégulation
  - 44 – Politique antitrust et entreprises publiques, institutions à but non lucratif et organisations professionnelles
  - 49 – Autres

- L5 – Régulation et politique industrielle
  - 50 – Généralités
  - 51 – Économie de la régulation
  - 52 – Politique industrielle ; méthodes de planification sectorielle
  - 53 – Aide publique aux entreprises
  - 59 – Autres

- L6 – Études sectorielles : l'industrie de transformation
  - 60 – Généralités
  - 61 – Métaux et produits métalliques ; ciment ; verre ; céramique
  - 62 – Automobiles ; autres industries de transport
  - 63 – Microélectronique ; ordinateurs ; équipements de communication
  - 64 – Autres machines ; équipements pour le secteur des affaires ; armement
  - 65 – Produits chimiques ; caoutchouc ; produits pharmaceutiques ; biotechnologie
  - 66 – Alimentation ; boissons ; cosmétiques ; tabac
  - 67 – Autres produits de consommation non durables : vêtements, textiles, chaussures et cuir
  - 68 – Appareils ; autres produits de consommation durable
  - 69 – Autres

- L7 – Études sectorielles : produits primaires et construction
  - 70 – Généralités
  - 71 – Industries minières, d'extraction et de raffinage : hydrocarbures
  - 72 – Industries minières, d'extraction et de raffinage : autres ressources non renouvelables
  - 73 – Produits forestiers : bois et papier
  - 74 – Industrie de la construction
  - 78 – Politiques publiques
  - 79 – Autres

- L8 – Études sectorielles : services
  - 80 – Généralités
  - 81 – Commerce de détail et de gros ; entrepôts ; commerce électronique
  - 82 – Industrie du spectacle ; médias (arts du spectacle, arts visuels, radio, télévision, édition, etc.)
  - 83 – Sports ; jeux ; loisirs ; tourisme
  - 84 – Services personnels, professionnels et aux entreprises
  - 85 – Services immobiliers
  - 86 – Services d'information et internet ; logiciels informatiques
  - 87 – Services postaux et de livraison
  - 88 – Politiques publiques
  - 89 – Autres

- L9 – Études sectorielles : transport et services publics
  - 90 – Généralités
  - 91 – Transport : généralités
  - 92 – Chemin de fer et autres moyens de transport de surface : automobiles, autobus, camions ; navires ; ports
  - 93 – Transport aérien
  - 94 – Services de l'électricité
  - 95 – Services du gaz ; oléoducs ; services de l'eau
  - 96 – Télécommunications
  - 97 – Services publics : généralités
  - 98 – Politiques publiques
  - 99 – Autres

## M – Administration des affaires et économie des affaires;marketing;comptabilité
- M0 – Généralités
  - 00 – Généralités

- M1 – Administration des affaires
  - 10 – Généralités
  - 11 – Gestion de la production
  - 12 – Gestion des ressources humaines
  - 13 – Fondations d'entreprises
  - 14 – Culture d'entreprise ; responsabilité sociale
  - 19 – Autres

- M2 – Économie des affaires
  - 20 – Généralités
  - 21 – Économie des affaires
  - 29 – Autres

- M3 – Marketing et publicité
  - 30 – Généralités
  - 31 – Marketing
  - 37 – Publicité
  - 39 – Autres

- M4 – Comptabilité et audit
  - 40 – Généralités
  - 41 – Comptabilité
  - 42 – Audit
  - 49 – Autres

- M5 – Économie du personnel
  - 50 – Généralités
  - 51 – Politique d'emploi de l'entreprise ; promotion (embauches, licenciements, renouvellement du personnel, travailleurs à temps partiel, intérimaires, ancienneté)
  - 52 – Les bonifications, méthodes de bonification et leurs répercussions (stock options, salaires indirects, incitations, programmes d'aide aux familles, ancienneté)
  - 53 – Stage
  - 54 – Gestion de l'organisation du travail (formation d'équipe, organisation et répartition du travail, tâches et autorité, satisfaction au travail)
  - 55 – Dispositifs de contrats de travail : externalisation ; franchises ; autres
  - 59 – Autres

## N –Histoire économique
- N0 – Généralités
  - 00 – Généralités
  - 01 – Développement de la discipline : aspects historiographiques ; sources et méthodes

- N1 – Macroéconomie et économie monétaire ; croissance et fluctuations économiques
  - 10 – Généralités, situation internationale ou études comparées
  - 11 – Les États-Unis et le Canada avant 1913
  - 12 – Les États-Unis et le Canada après 1913
  - 13 – L'Europe avant 1913
  - 14 – L'Europe après 1913
  - 15 – L'Asie y compris le Moyen-Orient
  - 16 – L'Amérique latine et les Caraïbes
  - 17 – L'Afrique et l'Océanie

- N2 – Marchés financiers et institutions financières
  - 20 – Généralités, situation internationale ou études comparées
  - 21 – Les États-Unis et le Canada avant 1913
  - 22 – Les États-Unis et le Canada après 1913
  - 23 – L'Europe avant 1913
  - 24 – L'Europe après 1913
  - 25 – L'Asie y compris le Moyen-Orient
  - 26 – L'Amérique latine et les Caraïbes
  - 27 – L'Afrique et l'Océanie

- N3 – Travail et consommateurs, démographie, éducation, revenu et richesse
  - 30 – Généralités, situation internationale ou études comparées
  - 31 – Les États-Unis et le Canada avant 1913
  - 32 – Les États-Unis et le Canada après 1913
  - 33 – L'Europe avant 1913
  - 34 – L'Europe après 1913
  - 35 – L'Asie y compris le Moyen-Orient
  - 36 – L'Amérique latine et les Caraïbes
  - 37 – L'Afrique et l'Océanie

- N4 – Gouvernement, guerre, législation et régulation
  - 40 – Généralités, situation internationale ou études comparées
  - 41 – Les États-Unis et le Canada avant 1913
  - 42 – Les États-Unis et le Canada après 1913
  - 43 – L'Europe avant 1913
  - 44 – L'Europe après 1913
  - 45 – L'Asie y compris le Moyen-Orient
  - 46 – L'Amérique latine et les Caraïbes
  - 47 – L'Afrique et l'Océanie

- N5 – Agriculture, ressources naturelles, environnement et industries extractives
  - 50 – Généralités, situation internationale ou études comparées
  - 51 – Les États-Unis et le Canada avant 1913
  - 52 – Les États-Unis et le Canada après 1913
  - 53 – L'Europe avant 1913
  - 54 – L'Europe après 1913
  - 55 – L'Asie y compris le Moyen-Orient
  - 56 – L'Amérique latine et les Caraïbes
  - 57 – L'Afrique et l'Océanie

- N6 – Industrie de transformation et secteur de la construction
  - 60 – Généralités, situation internationale ou études comparées
  - 61 – Les États-Unis et le Canada avant 1913
  - 62 – Les États-Unis et le Canada après 1913
  - 63 – L'Europe avant 1913
  - 64 – L'Europe après 1913
  - 65 – L'Asie y compris le Moyen-Orient
  - 66 – L'Amérique latine et les Caraïbes
  - 67 – L'Afrique et l'Océanie

- N7 – Transport, commerce national et international, énergie, technologie et autres services
  - 70 – Généralités, situation internationale ou études comparées
  - 71 – Les États-Unis et le Canada avant 1913
  - 72 – Les États-Unis et le Canada après 1913
  - 73 – L'Europe avant 1913
  - 74 – L'Europe après 1913
  - 75 – L'Asie y compris le Moyen-Orient
  - 76 – L'Amérique latine et les Caraïbes
  - 77 – L'Afrique et l'Océanie

- N8 – Histoire des micro-entreprises
  - 80 – Généralités, situation internationale ou études comparées
  - 81 – Les États-Unis et le Canada avant 1913
  - 82 – Les États-Unis et le Canada après 1913
  - 83 – L'Europe avant 1913
  - 84 – L'Europe après 1913
  - 85 – L'Asie y compris le Moyen-Orient
  - 86 – L'Amérique latine et les Caraïbes
  - 87 – L'Afrique et l'Océanie

- N9 – Histoire de l'économie urbaine et régionale
  - 90 – Généralités, situation internationale ou études comparées
  - 91 – Les États-Unis et le Canada avant 1913
  - 92 – Les États-Unis et le Canada après 1913
  - 93 – L'Europe avant 1913
  - 94 – L'Europe après 1913
  - 95 – L'Asie y compris le Moyen-Orient
  - 96 – L'Amérique latine et les Caraïbes
  - 97 – L'Afrique et l'Océanie

## O –Développement économique, avancées technologiques et croissance
- O1 – Développement économique
  - 10 – Généralités
  - 11 – Analyses macroéconomiques du développement économique
  - 12 – Analyses microéconomiques du développement économique
  - 13 – Agriculture ; ressources naturelles ; énergie ; environnement et autres matières premières
  - 14 – Industrialisation ; industries de transformation et de services ; choix technologiques
  - 15 – Ressources humaines ; développement humain ; distribution des revenus ; migration
  - 16 – Marchés financiers ; épargne et investissement en capital
  - 17 – Secteurs formels et informels ; économie parallèle ; arrangements institutionnels : aspects juridiques, sociaux, économiques et politiques
  - 18 – Analyses régionales, urbaines et rurales
  - 19 – Relations internationales en matière de développement, rôle des organisations internationales

- O2 – Politique et planification du développement
  - 20 – Généralités
  - 21 – Modèles de planification ; politique de planification
  - 22 – Analyse de projets
  - 23 – Politiques fiscales et monétaires pour le développement
  - 24 – Politique commerciale ; politique de mobilité des facteurs ; politique de taux de change
  - 25 – Politique industrielle
  - 29 – Autres

- O3 – Avancées technologiques ; recherche et développement (R&D)
  - 30 – Généralités
  - 31 – Innovations et inventions : processus et incitations
  - 32 – Gestion des innovations technologiques et de la recherche et du développement
  - 33 – Changement technologique : choix et conséquences ; processus de diffusion
  - 34 – Droits de propriété intellectuelle : enjeux nationaux et internationaux
  - 38 – Politiques publiques
  - 39 – Autres

- O4 – Croissance économique et productivité agrégée
  - 40 – Généralités
  - 41 – Modèles de croissance à un ou deux secteurs et multisectorielle
  - 42 – Modèles de croissance monétaire
  - 43 – Institutions et croissance
  - 47 – Mesure de la croissance économique ; productivité globale
  - 49 – Autres

- O5 – Études économiques par pays
  - 50 – Généralités
  - 51 – Les États-Unis et le Canada
  - 52 – L'Europe
  - 53 – L'Asie y compris le Moyen-Orient
  - 54 – L'Amérique latine et les Caraïbes
  - 55 – L'Afrique
  - 56 – L'Océanie
  - 57 – Études comparatives par pays

## P – Systèmes économiques
- P0 – Généralités
  - 00 – Généralités

- P1 – Systèmes capitalistes
  - 10 – Généralités
  - 11 – Planification, coordination et réforme
  - 12 – Entreprises capitalistes
  - 13 – Coopératives
  - 14 – Droits de propriété
  - 16 – Économie politique
  - 17 – Performance et perspectives
  - 19 – Autres

- P2 – Systèmes socialistes et économies en transition
  - 20 – Généralités
  - 21 – Planification, coordination et réforme
  - 22 – Prix
  - 23 – Marchés des facteurs de production ; études industrielles ; population
  - 24 – Revenu national, production et dépenses ; monnaie ; inflation
  - 25 – Économie urbaine, rurale et régionale ; logement ; transport
  - 26 – Économie politique ; Droits de propriété
  - 27 – Performance et perspectives
  - 28 – Ressources naturelles ; énergie ; environnement
  - 29 – Autres

- P3 – Institutions socialistes et leurs transitions
  - 30 – Généralités
  - 31 – Institutions socialistes et leurs transitions
  - 32 – Collectivités ; communes ; agriculture
  - 33 – Commerce international, finances, investissement et aide
  - 34 – Économie financière
  - 35 – Économie publique
  - 36 – Économie du consommateur ; santé, éducation, programmes sociaux et pauvreté
  - 37 – Institutions juridiques ; comportement illégal
  - 39 – Autres

- P4 – Autres systèmes économiques
  - 40 – Généralités
  - 41 – Planification, coordination et réforme
  - 42 – Entreprises de production ; marchés des facteurs de production ; prix ; population
  - 43 – Économie publique ; économie financière
  - 44 – Revenu national, production et dépenses ; monnaie ; inflation
  - 45 – Commerce international, finances, investissement et aide
  - 46 – Économie du consommateur ; programmes sociaux et pauvreté
  - 47 – Performance et perspectives
  - 48 – Économie politique ; institutions juridiques ; droits de propriété
  - 49 – Autres

- P5 – Systèmes économiques comparés
  - 50 – Généralités
  - 51 – Analyse comparative de systèmes économiques
  - 52 – Études comparées d'économies particulières
  - 59 – Autres

## Q – Économie des ressources naturelles et de l'agriculture;économie de l'environnementet de l'écologie
- Q0 – Généralités
  - 00 – Généralités
  - 01 – Développement durable

- Q1 – Agriculture
  - 10 – Généralités
  - 11 – Analyse de l'offre et de la demande globale ; prix
  - 12 – Micro-analyse des entreprises agricoles, des foyers d'agriculteurs et des marchés des intrants agricoles
  - 13 – Marchés agricoles et marketing ; coopératives ; industrie agro-alimentaire
  - 14 – Finances agricoles
  - 15 – Propriété et occupation de la terre ; réforme agraire ; exploitation de la terre ; irrigation
  - 16 – Recherche et développement ; technologie agricole ; services de développement agricole
  - 17 – L'agriculture dans le commerce international
  - 18 – Politique agricole ; politique alimentaire
  - 19 – Autres

- Q2 – Ressources renouvelables et leur conservation
  - 20 – Généralités
  - 21 – Offre et demande
  - 22 – Pêche ; aquaculture
  - 23 – Sylviculture
  - 24 – Les sols
  - 25 – Eau
  - 26 – Aspects récréatifs des ressources naturelles
  - 28 – Politiques publiques
  - 29 – Autres

- Q3 – Ressources non renouvelables et leur conservation
  - 30 – Généralités
  - 31 – Offre et demande
  - 32 – Ressources épuisables et développement économique
  - 34 – Ressources naturelles et conflits internes et internationaux
  - 33 – Le boom des ressources
  - 38 – Politiques publiques
  - 39 – Autres

- Q4 – Énergie
  - 40 – Généralités
  - 41 – Offre et demande
  - 42 – Énergies de substitution
  - 43 – Énergie et Macroéconomie
  - 48 – Politiques publiques
  - 49 – Autres

- Q5 – Économie de l'environnement
  - 50 – Généralités
  - 51 – Évaluation des effets sur l'environnement
  - 52 – Coûts de contrôle de la pollution ; effets de répartition ; effets sur l'emploi
  - 53 – Pollution de l'air ; pollution de l'eau ; bruit ; déchets dangereux ; recyclage des déchets solides
  - 54 – Climat ; catastrophes naturelles
  - 55 – Innovations technologiques
  - 56 – Environnement et développement ; environnement et commerce ; développement durable ; comptabilité environnementale
  - 57 – Économie de l'écologie : services des écosystèmes ; préservation de la biodiversité ; bioéconomie
  - 58 – Politiques publiques
  - 59 – Autres

## R – Économie Communautaire
- R0 – Généralités
  - 00 – Généralités

- R1 – Économie régionale : généralités
  - 10 – Généralités
  - 11 – Activité de l'économie régionale : analyse de la croissance, du développement et des changements
  - 12 – Taille et organisation spatiale de l'activité économique régionale ; commerce interrégional
  - 13 – Analyse de l'équilibre général et de santé économique des économies régionales
  - 14 – Modèles de l'utilisation des sols
  - 15 – Modèles économétriques des Input et Output ; autres modèles
  - 19 – Autres

- R2 – Analyse des ménages
  - 20 – Généralités
  - 21 – Demande de logements
  - 22 – Autre demande
  - 23 – Migration régionale ; marchés du travail régionaux ; population
  - 29 – Autres

- R3 – Analyse de la production et localisation des entreprises
  - 30 – Généralités
  - 31 – Offre de logements et marchés immobiliers
  - 32 – Autres analyses des prix et de la production
  - 33 – Marchés des terres non agricoles et non résidentielles
  - 34 – Analyse de la demande d'input
  - 38 – Politiques publiques ; politique de régulation
  - 39 – Autres

- R4 – Systèmes de transport
  - 40 – Généralités
  - 41 – Transports : demande ; offre ; saturation ; sécurité et accidents
  - 42 – Analyses des investissements publics et privés
  - 48 – Politique des prix ; politiques de régulation
  - 49 – Autres

- R5 – Analyse du gouvernement régional
  - 50 – Généralités
  - 51 – Les finances des économies urbaines et rurales
  - 52 – Utilisation du sol et autres réglementations
  - 53 – Analyse de l'emplacement des services publics ; investissements publics et réserve de capital
  - 58 – Politique de développement régional
  - 59 – Autres

## Y – Catégories divers
- Y1 – Tableaux et graphiques
  - 10 – Tableaux et graphiques

- Y2 – Introductions et préfaces
  - 20 – Introductions et préfaces

- Y3 – Comptes rendus de livre
  - 30 – Comptes rendus de livre

- Y4 – Thèses
  - 40 – Thèses

- Y5 – D'autre lecture
  - 50 – D'autre lecture

- Y6 – Extraits
  - 60 – Extraits

- Y8 – Disciplines connexes
  - 80 – Disciplines connexes

- Y9 – Autres
  - 90 – Autres

## Z – Autres sujets particuliers
- Z0 – Généralités
  - 00 – Généralités

- Z1 – Économie de la culture
  - 10 – Généralités
  - 11 – Économie des arts et de la littérature
  - 12 – Religion
  - 13 – Normes sociales et capital social ; réseaux de sociabilité
  - 19 – Autres